# تنگقیر
تنگ قیر ، روستایی از توابع بخش مرکزی شهرستان خرامه  در استان فارس ایران است.

## جمعیت
این روستا در دهستان آبشور قرار دارد و براساس سرشماری مرکز آمار ایران در سال ۱۳۸۵، جمعیت آن ۲۰۵نفر (۶۰خانوار) بوده‌است.